# 洛陽市人民政府國有資產監督管理委員會
洛陽市人民政府国有资产监督管理委员会，简称洛陽市国资委，是中华人民共和国洛陽市人民政府直属机构。根据洛陽市人民政府授权，代表洛陽市人民政府履行出资人职责，监管洛陽市属企业的国有资产。

## 投資企业
如無特別說明，均持股100%
- 洛陽交通投資集團有限公司
- 洛陽開元城市投資發展有限公司
- 洛陽市人才集團有限公司
- 洛陽國苑投資控股集團有限公司（60%）
- 洛陽國昊投資集團有限公司（70%）
- 洛陽古都麗景集團有限公司（66.67%，但洛陽市國資委將表決權委託老城區國資運營中心行使，最終控制人為洛陽市老城區人民政府。）
- 洛陽水發控股集團有限公司
- 洛陽文化旅遊投資集團有限公司
- 洛陽文化投資管理有限公司（51%）
- 洛陽新型建築材料廠
- 洛陽工業控股集團有限公司
- 洛陽鑫通經濟發展投資有限公司（51%）
- 洛陽國晟投資控股集團有限公司
- 洛陽水利建設投資集團有限公司（50%）
- 洛陽龍騰投資控股集團有限公司（51%）

## 職責
一、主要职责
（一）根据市政府授权，依照《中华人民共和国公司法》《中华人民共和国企业国有资产法》《企业国有资产监督管理暂行条例》等法律法规，履行出资人职责，以管资本为主加强对所监管企业国有资产的监管。
（二）贯彻执行国家、省关于国有资产监督管理的法律、法规和政策；拟订国有资产监督管理的地方性法规、行政规章草案，并监督检查其贯彻实施情况；依法对各县（市、区）国有资产管理工作进行指导服务；服务联络驻洛中央（省属）企业改革发展工作。
（三）指导推进市属国有企业的改革与重组，推进中国特色现代国有企业制度建设，规范公司法人治理结构，优化推动国有经济结构和布局战略性调整，促进国有资本合理流动。
（四）建立和完善国有资产保值增值指标体系，制订考核标准，负责对国有资产的保值增值情况进行监管；负责所监管企业工资分配管理工作，拟订所监管企业负责人收入分配政策并组织实施。
（五）按照规定权限负责对所监管企业负责人的任免、考核等相关管理工作，指导所监管企业董事会、监事会规范化建设，完善经营者激励和约束机制。
（六）负责组织所监管企业上交国有资本收益，参与制定国有资本经营预算有关管理制度和办法，按照有关规定负责国有资本经营预决算编制和监督执行。
（七）规范国有资本运作，推动国有资本优化配置，组织指导国有资本投资（运营）公司开展国有资本运营，提升国有资本运营效率和回报水平。
（八）按照出资人职责，负责对所监管企业贯彻落实国家、省有关法律、法规进行督促检查，指导、监督所监管企业法治建设及合规管理工作。
（九）完成市委、市政府交办的其他任务。

## 機構設置
市国资委设下列内设机构：（一）办公室。
（二）综合与政策法规科。
（三）企业改革科。
（四）考核分配科。
（五）人事科（企业领导人员管理科）。
（六）产权管理科。
（七）财务监管与资本运营科。
（八）规划发展科（招商引资科）。
（九）央企联络科。
（十）党建工作科。
（十一）监督检查科（党委巡察工作办公室）。
（十二）信访科。
（十三）机关党委。
（十四）离退休干部工作科。